# Контеево (Антроповский район)
Контеево — упразднённая деревня в Антроповском районе Костромской области России. На момент упразднения входила в состав Антроповского сельсовета.

## География
Урочище находится в центральной части Костромской области, в подзоне южной тайги, к югу от реки Неи, к северу от автодороги 34Н-17, на расстоянии приблизительно 4 километров (по прямой) к северо-востоку от посёлка Антропово, административного центра района. Абсолютная высота — 177 метров над уровнем моря.

### Климат
Климат характеризуется как умеренно континентальный, с продолжительной холодной многоснежной зимой и коротким сравнительно тёплым летом. Среднегодовая температура воздуха — 2,5 °C. Средняя температура воздуха самого холодного месяца (января) — −12,6 °C (абсолютный минимум — −38 °C); самого тёплого месяца (июля) — 18,2 °C (абсолютный максимум — 36 °С). Годовое количество атмосферных осадков — 500—550 мм, из которых большая часть выпадает в тёплый период.

## История
В «Списке населенных мест Костромской губернии по сведениям 1870-72 годов» населённый пункт упомянут как деревня Чухломского уезда, расположенное при реке Нее, в 43 верстах от уездного города. В Контееве насчитывалось 27 дворов и проживало 119 человек (52 мужчины и 67 женщин).
В 1907 году в деревне, относящейся к Просековской волости, имелось 22 двора и проживало 132 человека.
По состоянию на 1 января 1981 года входила в состав Антроповского сельсовета. Упразднена в 2004 году.